# 克雷莫利诺
克雷莫利诺（義大利語：Cremolino），是意大利亚历山德里亚省的一个市镇。总面积14.41平方公里，人口1093人，人口密度75.9人/平方公里（2009年）。ISTAT代码为006063。